# Cristinești
Cristinești è un comune della Romania di 3 796 abitanti, ubicato nel distretto di Botoșani, nella regione storica della Moldavia.
Il comune è formato dall'unione di 6 villaggi: Baranca, Cristinești, Dămileni, Dragalina, Fundu Herții, Poiana.